# آدولف آنیر
h
آدولف آنیر (استونیایی: Adolf Anier; ۱۵ اوت ۱۸۹۷ – ۲۷ مارس ۱۹۴۵) بازیکن فوتبال اهل استونی بود.
وی همچنین در تیم ملی فوتبال استونی بازی کرده‌است.